# Attacco a Karbala
L'attacco a Karbala del 2003 fu un attacco fallito alla II Divisione Al Medina della Guardia repubblicana irachena da parte della 3ª Divisione di Fanteria degli Stati Uniti durante l'Invasione dell'Iraq del 2003. La Divisione Medina era prevalentemente dispiegata lungo il Karbala gap, a ovest della città di Karbala. La Divisione Medina fu scelta come obiettivo poiché era l'unità irachena meglio equipaggiata, il cui annientamento avrebbe avuto degli effetti negativi sul morale dei militari iracheni. La Divisione Medina subì solo danni limitati durante la battaglia.
La sconfitta americana consistette nell'abbattimento e la cattura di un elicottero Boeing AH-64 Apache, che per altro rimase intatto. I due piloti del medesimo furono catturati dagli iracheni e mostrati in televisione insieme all'elicottero. Ufficiali del Pentagono dichiararono che l'Apache catturato fu distrutto con un attacco aereo il giorno seguente, Gli ufficiali iracheni dichiararono che l'elicottero era stato abbattuto da un contadino armato di un fucile Brno. Dopo l'invasione, il contadino negò ogni suo coinvolgimento.

## Antefatti

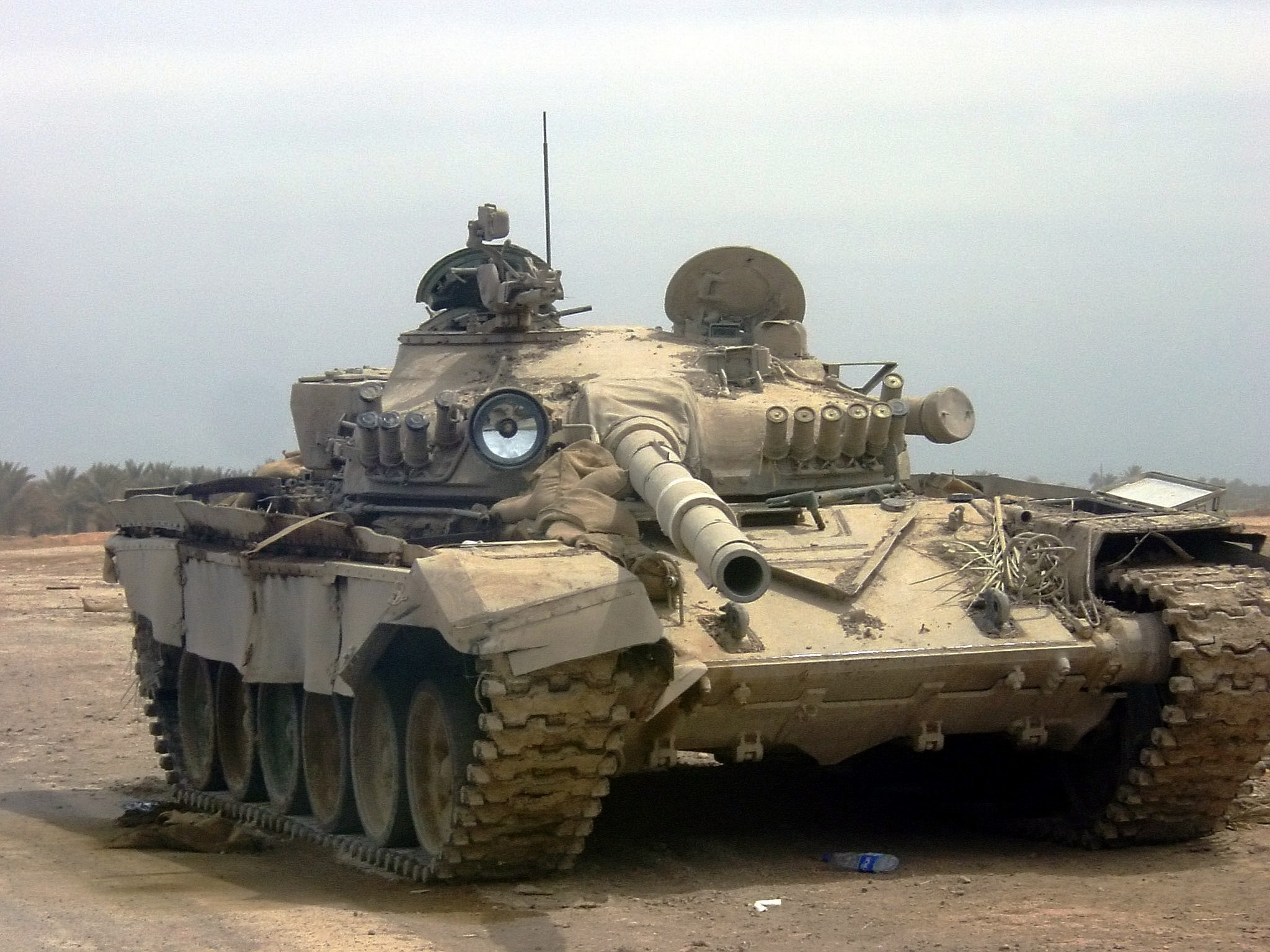
Carro armato iracheno modello Lion of Babylon

Il morale degli iracheni era alto dopo aver mostrato una dura resistenza nella battaglia di Nassiriah. Gli U.S.A. cercarono di continuare la loro campagna di rapido dominio bloccando la divisione di élite Medina della Guardia Repubblicana e demoralizzando così il nemico.
Dalle conseguenze della guerra del Golfo, gli iracheni avevano appreso gli effetti delle no fly zone sul loro paese. La minaccia delle armi da fuoco portatili dei soldati iracheni fu gravemente sottostimata dagli elicotteri statunitensi che parteciparono all'attacco.

## Difficoltà
Gli elicotteri AH-64 Apache dell'11º Reggimento, 3ª Divisione di Fanteria dell'Esercito degli Stati Uniti dovettero affrontare numerosi problemi prima delle operazioni. Il terreno intorno a Baghdad non era deserto, ma densamente abitato. L'esperienza della Battaglia di Mogadiscio del 1993 aveva mostrato che gli elicotteri sono vulnerabili sulle aree urbane. L'intelligence militare era inadeguata. Le informazioni sul dispiegamento del nemico erano insufficienti, costringendo gli elicotteri a cercare loro stessi i loro obiettivi. Alcuni di questi, compresi 30 carri armati T-72 non erano presenti sul campo di battaglia.
Un calendario operativo accelerato causò problemi di coordinamento. La III divisione di fanteria avanzò prima del previsto, provocando la spinta della missione in 24 ore. L'inizio dell'operazione di annientamento della difesa aerea del nemico ebbe luogo secondo il piano anticipato anche se gli elicotteri Apache erano in ritardo: essi arrivarono con tre ore di ritardo. I cacciabombardieri a quel momento avevano già lasciato la zona e quindi gli elicotteri si trovarono privi di appoggio aereo. Le tre ore di ritardo consentirono alla difesa aerea irachena di recuperare.

## Impegno

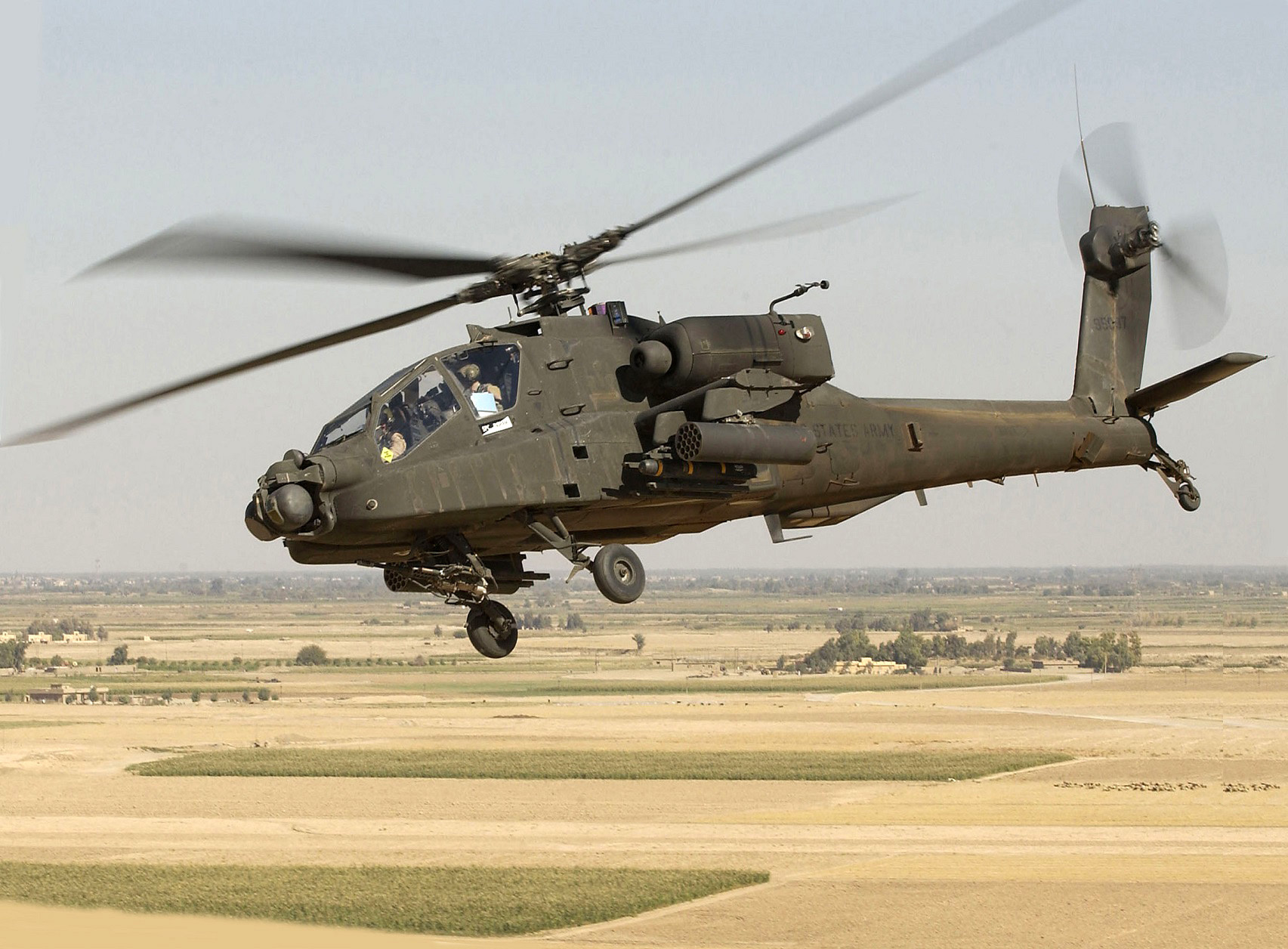
Elicottero statunitense AH-64D Apache Longbow

I 31 AH-64 Apache dell'11º Gruppo dell'Aeronautica decollarono dall'Area di Raggruppamento Tattico di Vicksburg, che si trovava all'interno dell'obiettivo Rams. Un Apache cadde immediatamente dopo il decollo, quando il suo pilota divenne disorientato. Quando gli Apache si diressero a nord verso Karbala, il SIGINT intercettò le comunicazioni di oltre 50 cellulari che allertavano le unità avanzate irachene sul loro avvicinamento. Appena gli elicotteri entrarono nella zona, gli Iracheni segnalarono alle loro truppe di aprire il fuoco. Le truppe di terra quindi aprirono un fuoco di sbarramento con mitragliatrici PK, mitragliatrici NSV, cannoni da 23mm e da 57mm.
Il tenente Jason King, mitragliere dell'Apache "Palerider 1-6", fu colpito dal fuoco di un fucile da assalto AKM al collo e subì una grave emorragia, ma non perse mai conoscenza. Successivamente fu evacuato in Germania per un intervento chirurgico e rientrò alla sua unità poche settimane dopo. Gli elicotteri si distribuirono in cerca della Divisione Medina, ma furono ostacolati a causa della scarsa intelligence.
Gli Apache "Vampire 1-2", guidati dai warrant officer David S. Williams e Ronald D. Young Jr., furono costretti ad atterrare in una palude dopo che il fuoco nemico aveva danneggiato i loro comandi idraulici. Anche le loro radio furono colpite, impedendo le comunicazioni con gli altri elicotteri. Tentando di fuggire dal luogo di atterraggio, entrambi gli ufficiali nuotarono in un canale, ma furono catturati da civili armati. Il governo iracheno avrebbe più avanti mostrato in televisione l'elicottero sostenendo che era stato abbattuto da un contadino con un fucile CZ 452; comunque, a causa dell'elevata intensità del fuoco antiaereo e dell'armamento dell'Apache, è improbabile che un fucile fosse stato la causa dell'abbattimento.
Gli Apache rientrarono all'area di Raggruppamento Tattico di Vicksburg dopo mezz'ora di combattimento. Molti avevano le apparecchiature di navigazione fuori servizio. Almeno due evitarono per poco una collisione nell'aria. Analisi successive alla battaglia indicarono che gli elicotteri americani erano stati attirati deliberatamente in un'imboscata pianificata con fuoco di cannone, RPG, armi portatili emergenti da squadre di fuoco mimetizzate.

## Conseguenze
Dei 29 Apache rientrati, tutti tranne uno avevano subito gravi danni. In media, ogni Apache aveva da 15 a 20 fori di proiettili: uno ne ricevette 29. Sedici eliche di rotori principali, sei di quelli di coda, sei motori e cinque alberi di guida furono danneggiati senza possibilità di riparazione. In uno squadrone solo un singolo elicottero era ancora in grado di volare. Ci volle un mese prima che l'11º reggimento fosse nuovamente in grado di combattere ancora. Gli incidenti subiti dagli Apache provocarono un cambio di tattiche che posero significative restrizioni al loro utilizzo. Attacchi con elicottero furono usati da quel momento in poi per rivelare le posizioni delle truppe nemiche, consentendone la distruzione con l'artiglieria e gli attacchi aerei.
Thomas E. White, il Segretario all'Esercito degli Stati Uniti d'America, affermò: "noi siamo stati molto fortunati a non perdere più aerei."